# 오카무라 타카코
오카무라 타카코(岡村 孝子, 1962년 1월 29일 ~ )는 일본의 싱어송라이터이다. 아이치현 오카자키시 출신이며 스기야마여학원 대학을 중퇴했다. 아버지는 오카자키 시의회 의장이었던 오카무라 히데오(1932년 ~ 2008년)이다.
1982년, 대학 동기인 가토 하루코와 함께 음악 그룹 아밍을 결성해 활동했으며, 그룹 활동 휴지 후 1985년부터는 솔로 가수로 활동하고 있다. 아밍은 2007년 활동을 재개해 그 해 NHK 홍백가합전에 출연했다.